# I'll Bet She's Got a Boyfriend
"I'll Bet She's Got a Boyfriend" é uma canção de Shanice. Foi o quarto e final single lançado do álbum de estréia dela, Discovery. Embora lançada como single, não foi incluída em Ultimate Collection. O single teve um videoclipe.

## Lista das faixas
12" single versão EUA
A1. "I'll Bet She's Got a Boyfriend" (Miami Mix) (6:01)
B1. "I'll Bet She's Got a Boyfriend" (House Mix) (6:20)
B2. "I'll Bet She's Got a Boyfriend" (LP Version) (4:36)
12" single versão GBR (UK)
A1. "I'll Bet She's Got a Boyfriend"** (Urban Mix) (7:20)
B1. "I'll Bet She's Got a Boyfriend"** (Underground Dub Mix) (5:00)
B2. "I'll Bet She's Got a Boyfriend"* (Miami Mix) (6:01)
12" single versão para o Canadá
A1. "I'll Bet She's Got a Boyfriend" (Miami Mix) (6:01)
A2. "I'll Bet She's Got a Boyfriend" (Miami Edit) (3:45)
B1. "I'll Bet She's Got a Boyfriend" (House Version) (6:20)
B2. "I'll Bet She's Got a Boyfriend" (House Edit) (3:40)
* Remixado por Phil Harding
** Remixado por Phil Harding, Jamie Bromfield, e Rory K